# Martín Rangel
Martín Rangel (Pachuca de Soto, 1994) es un escritor y traductor mexicano. Su obra se aboca especialmente al terreno de la poesía y, más recientemente, al de la literatura electrónica y la narrativa transmedia. A su vez, ha incursionado en la creación de arte sonoro, rap y spoken word, bajo el pseudónimo RVNGL, así como en la producción de música electrónica, como MALVIAJE.
Parte de su obra poética ha aparecido en las revistas literarias Síncope, Resortera, El Comité 1973 y La Palanca, entre otras publicaciones, y ha colaborado como columnista para la revista Marvin y para el diario Milenio Hidalgo.

## Premios y distinciones
En 2012, ganó el XXVI Concurso de Creación Literaria del ITESM en la categoría de poesía, con su poemario Ecos tras la vorágine.
En 2014, se hizo acreedor al Premio Estatal de Poesía "Efrén Rebolledo", entregado por el Consejo Estatal para la Cultura y las Artes de Hidalgo (Cecultah), con su poemario El rugido leve (La canciones de Ryan Karazija).
Entre 2017 y 2018, formó parte del Programa de Estímulos a la Creación y al Desarrollo Artístico (PECDA) del Fondo Estatal para la Cultura y las Artes de Hidalgo, en la categoría de Jóvenes Creadores.

## Publicaciones selectas

### Poesía
- Rojo (alb@tros, 2013)
- El rugido leve: las canciones de Ryan Karazija (Cecultah/CONACULTA, 2015)
- Emoji de algo muerto (Malos Pasos, 2015)
- Delirioamateur (Niño Down, 2016)
- Al margen del mundo (Tiempo-que-resta Ediciones, 2017)
- Luna hiena (2020)
- Bisiesto (2020)
- Sometimes I write poems and sometimes I write poems (Trad. de Lawrence Schimel, Broken Sleep Books, 2021)
- Emoji (deluxe). Poesía reunida (2015-2021) (Libros Malviaje, 2024)
- Fracasar mejor (Valparaíso Ediciones, 2024)